# ŽBK Spartak Moskou
Zjenskij Basketbolnyj kloeb Spartak Moskva (Russisch: Женский баскетбольный клуб Спартак Москва) was een professionele basketbalclub uit Moskou (Rusland). Sinds 2011 spelen ze in de junioren Liga.

## Geschiedenis
In de geschiedenis van Spartak waren er twee periodes van succes en periodes dat de club ver weg zakte. Het beste resultaat van het team was in de vooroorlogse periode. Spartak haalde de tweede plaats om het Landskampioenschap van de Sovjet-Unie in 1938 en werd twee keer derde in 1939 en 1944. Na de oorlog was het team een stabiele middenmoter, maar in de jaren '50 zakte de club ver weg. De eerste opleving deed zich voor in 1966, toen het team ging spelen in de eerste divisie. In 1970 keerde ze terug op het hoogste niveau. In het eerste seizoen behaalde Spartak de negende plaats van de twaalf teams. In 1972 en 1973 werden ze achtste. In 1974 werden ze twaalfde. In 1980 verdween Spartak uit de hoogste divisie. De tweede opleving van Spartak was in 1997, toen de club verklaarde deel te nemen aan de Russische superliga B. Spartak speelde zes jaar in de Russische superliga B. In 2005, 2008, 2009 werden ze tweede in deze competitie. Tijdens deze periode veranderde Spartak van naam een heette "Spartak SHVSM". In het seizoen 2008/09 eindigde Spartak als tweede achter Spartak Noginsk, maar Spartak Sport School mag in de Russische superliga spelen. Spartak behaalde de negende plaats. Voor het seizoen 2011/12 weigert de club om financiële redenen deel te nemen aan het kampioenschap van Rusland en wordt beroofd van de status van "professioneel team". Sinds 2012 gaat de club door onder de naam "SHVSM Izmailovo".

## Erelijst
- Landskampioen Sovjet-Unie: 
  - Tweede: 1938
  - Derde: 1939, 1944

- Landskampioen Rusland:  (divisie B)
  - Tweede: 2005, 2008, 2009

## Bekende (oud)-spelers
| - - Nina Maksimeljanova - - Nina Maksimova - - Lidia Stroilova - - Jelena Tsjaoesova - Tatjana Abrikosova - Jelena Beglova - Olga Ferjabnikova - Natalja Grisjina - Aleksandra Kostina - Anastasia Loginova - Svetlana Machlina | - Viktoria Medvedeva - Olga Novikova - Tatjana Popova - Ljoedmila Sapova - Tatjana Sjtsjegoleva - Jekaterina Sytnjak - Jelena Vorozjtsova - Volha Padabed |